# Истису (Ленкоранский район)
Истису (азерб. İstisu) — посёлок городского типа в Ленкоранском районе Азербайджана. Посёлок расположен в 12 км от железнодорожной станции Ленкорань (на линии Сальяны — Астара).
Статус посёлка городского типа с 1938 года. До 1990-х годов носил название Кировск. Своё нынешнее название посёлок получил в 1999 году.
По данным БСЭ в Кировске размещалась чайная фабрика.
В поселке функционирует средняя школа и термальный источник с банями.

## Население
| 1959 | 1970 | 1979 | 1989 | 2011 |
| ---- | ---- | ---- | ---- | ---- |
| 1425 | 1854 | 2187 | 2422 | 3300 |